# Oncostemum boivinianum
Oncostemum boivinianum är en viveväxtart som beskrevs av Joseph Marie Henry Alfred Perrier de la Bâthie. Oncostemum boivinianum ingår i släktet Oncostemum och familjen viveväxter. Inga underarter finns listade i Catalogue of Life.